# Josef Hickersberger
Josef Hickersberger   (Amstetten, 27 d'abril de 1948) és un exfutbolista austríac de la dècada de 1970.
Fou internacional amb la selecció de futbol d'Àustria.
Pel que fa a clubs, destacà a Austria Viena, Kickers Offenbach i Fortuna Düsseldorf.
Trajectòria com a entrenador:
- 1988–1990  Àustria
- 1991–1992 Fortuna Düsseldorf
- 1993–1994 Austria Wien
- 1995–1997 Al Ahli
- 1996  Bahrain
- 1997–1999 El Mokawloon SC
- 1999–2000 Al-Shaab CSC
- 2000–2001 Al Wasl FC
- 2001–2002 Al-Ittihad (QAT)
- 2002–2005 Rapid Viena
- 2006–2008  Àustria
- 2008–2010 Al-Wahda FC (Abu Dhabi)
- 2010  Bahrain
- 2010–2012 Al-Wahda FC (Abu Dhabi)